# MVV Maastricht
Maatschappelijke Voetbal Vereniging Maastricht – holenderski klub piłkarski mający siedzibę w mieście Maastricht, obecnie grający w Eerste divisie. Założony został 2 kwietnia 1902 roku.

## Sukcesy
- Eerste divisie
  - mistrzostwo (1):  1983/1984, 1996/1997
- Puchar Intertoto
  - zwycięstwo (1):  1970

## Skład na sezon 2017/2018
| Nr | Poz. | Piłkarz                                           |
| -- | ---- | ------------------------------------------------- |
| 1  | BR   | Michael Verrips (wypożyczony ze Sparty Rotterdam) |
| 2  | OB   | Christophe Janssens (wypożyczony z KRC Genk)      |
| 3  | OB   | Samy Mmaee (wypożyczony ze Standardu Liège)       |
| 4  | OB   | Shermar Martina                                   |
| 5  | OB   | Steven Pereira                                    |
| 6  | PO   | Ricardo Ippel (kapitan)                           |
| 7  | NA   | Atilla Yildirim                                   |
| 8  | PO   | Florian Loshaj                                    |
| 9  | NA   | Marvin Ogunjimi                                   |
| 10 | PO   | Dean Koolhof                                      |
| 11 | NA   | Joeri Schroyen                                    |
| 12 | BR   | Mikołaj Smyłek                                    |
| 13 | PO   | Pieter Nys                                        |

| Nr | Poz. | Piłkarz                                  |
| -- | ---- | ---------------------------------------- |
| 14 | OB   | Alessandro Ciranni                       |
| 15 | PO   | Matisse Thuys (wypożyczony z KRC Genk)   |
| 16 | NA   | Koen Kostons                             |
| 17 | PO   | Luc Mares                                |
| 20 | OB   | Zev van Melick                           |
| 21 | PO   | Shermaine Martina                        |
| 22 | NA   | Jonathan Okita                           |
| 23 | BR   | Gilles Deusings                          |
| 24 | NA   | Doğan Gölpek                             |
| 25 | NA   | Di Livio Jungschleger                    |
| 28 | OB   | Hawbir Mustafa                           |
| 30 | NA   | Tuur Houben                              |
| 40 | NA   | Kelechi Nwakali (wypożyczony z Arsenalu) |